# جایزه بزرگ کانادا ۱۹۷۱
جایزه بزرگ کانادا ۱۹۷۱ (انگلیسی: ‎1971 Canadian Grand Prix‎) یک مسابقهٔ موتوری در رشتهٔ اتومبیل‌رانی فرمول یک بود که در تاریخ ۱۹ سپتامبر ۱۹۷۱ در پیست مسابقه بین‌المللی موسپورت واقع در بومن‌ویل، انتاریو، کانادا برگزار شد. این گراند پری در میان ۱۱ گراند پری در فصل ۱۹۷۱، مسابقهٔ شمارهٔ ۱۰ بود.
در این مسابقه که در ۶۴ دور و به مسافت ۲۵۳٫۲۴۸ کیلومتر (۱۵۷٫۳۶۱ مایل) برگزار شد، پول پوزیشن توسط جکی استوارت کسب شد و سریع‌ترین زمان برای طی یک دور پیست که برابر با ۱:۴۳٫۵ بود نیز توسط دنی هیولم به ثبت رسید.
جکی استوارت از تیم تایرل-فورد، رونی پیترسن از تیم مارچ-فورد و مارک دونوهو از تیم مک‌لارن-فورد به‌ترتیب مقام‌های اول تا سوم مسابقه را کسب کردند.

## رده‌بندی قهرمانی پس از مسابقه
|       | جایگاه | راننده           | امتیاز |
| ----- | ------ | ---------------- | ------ |
|       | ۱      | جکی استوارت      | ۶۰     |
|       | ۲      | رونی پیترسن      | ۲۹     |
|       | ۳      | ژاکی ایکس        | ۱۹     |
|       | ۴      | فرانسوا سورت     | ۱۷     |
|       | ۵      | امرسون فیتیپالدی | ۱۶     |
| منبع: |        |                  |        |

|       | جایگاه | سازنده     | امتیاز |
| ----- | ------ | ---------- | ------ |
|       | ۱      | تایرل-فورد | ۶۴     |
|       | ۲      | فراری      | ۳۲     |
|       | ۳      | بی‌آرام     | ۳۰     |
|       | ۴      | مارچ-فورد  | ۳۰     |
|       | ۵      | لوتوس-فورد | ۲۱     |
| منبع: |        |            |        |

یادداشت
- تنها پنج جایگاه نخست از هر رده‌بندی نمایش داده شده‌است.